# Louan Gideon
Louan Gideon (12 novembre 1955 – Asheville, 3 febbraio 2014) è stata un'attrice statunitense.

## Filmografia parziale

### Cinema
- Città selvaggia (Easy Wheels), regia di David O'Malley (1989)
- Rollerblades - Sulle ali del vento (Airborne), regia di Rob Bowman (1993)
- P.U.N.K.S., regia di Sean McNamara (1999)
- Tre canaglie e un galeotto (Treehouse Hostage), regia di Sean McNamara (1999)
- 10 Rules for Sleeping Around, regia di Leslie Greif (2013)

### Televisione
- Aspettando il domani (Search for Tomorrow) - 222 episodi (1985-1986)
- Giudice di notte (Night Court) - 3 episodi (1990-1992)
- Il mondo segreto di Alex Mack (The Secret World of Alex Mack) - 39 episodi (1994-1998)